# 迪積比爾·薛迪比
迪積比爾·薛迪比（法語：Djibril Sidibé；1992年7月29日—），是一名法國的職業足球運動員，司職右後衛。現效力於法甲球隊圖盧茲。
2018年夏天，薛迪比入選法國隊征戰2018年世界盃的名單。

## 榮譽
摩納哥
- 法甲冠軍：2016–17

法國
- 國際足協世界盃: 2018[3]

## 外部連結
- 迪積比爾·薛迪比 – 法國職業足球聯賽数据 – 支持法语（已存档）
- 迪積比爾·薛迪比在《隊報》足球中的档案 （法文）